# Força Aérea Suíça
A Força Aérea Suíça (em alemão:  Schweizer Luftwaffe; em francês:  Forces aériennes suisses; em italiano:  Forze aeree svizzere) é o componente aéreo das Forças Armadas da Suíça. Estabelecida em 31 de julho de 1914 e em Janeiro de 1966 se tornou um serviço independente, separado do Exército.
Em tempos de paz, Dübendorf é o Quartel General da Força Aérea. O Aeroporto Berna-Belp (LSMB) é um aeroporto civil, mas é sede do LTDB (Transporte Governamental da Força Aérea). 
A Força Aérea Suíça opera a partir de várias bases fixas, mas seu pessoal é também treinado para realizar operações áereas de aeródromos temporários improvisados em rodovias. Em caso de crise ou guerra muitas rodovias são especialmente preparadas para esta opção. 

## História
A história da Força Aérea Suíça se iniciou em 1914 com o estabelecimento de um ad hoc, pois a força era constituída por um punhado de homens em aeronaves ultrapassadas e a maioria civis. Foi apenas na década de 1930 que uma efetiva força aérea foi estabelecida a um grande custo, capaz de infligir muitas derrotas pela Luftwaffe nazista no curso de uma defesa inicialmente vigorosa do espaço aéreo suíço, que era neutro. A Força Aérea Suíça como um serviço militar autônomo foi criado em Outubro de 1936. Após a Segunda Guerra Mundial foi renomeado como Comando da Força Aérea Suíça e Defesa antiaérea (Schweizerische Flugwaffe Kommando der Flieger und Fliegerabwehrtruppen) e em 1996 se tornou um serviço independente do exército, sob seu presente nome Schweizer Luftwaffe.
A missão da Força Aérea Suíça historicamente foi auxiliar das tropas de solo (erdkampf) ao repelir invasões do território suíço, que era neutro, com uma missão secundária de defender a soberania do espaço aéreo. Durante a Segunda Guerra Mundial sua doutrina foi severamente testada quando a Suíça foi literalmente pega no meio de um espaço aéreo sujeito a ambos ataques e incursões de aeronaves de todos os combatentes. Sua inabilidade de prevenir tais violações de sua neutralidade levou a um período de completo recesso de interceptações aéreas, seguidas por uma prática de coagir um pequeno número de invasores e enviá-los a internamento.
No final da década de 1950, refletindo a possibilidade de invasões de ambos os lados, especialmente pela antiga União Soviética e também possibilidade de explodir uma guerra nuclear, a doutrina militar suíça mudou para defesa móvel, o que incluiu missões para a Força Aérea fora de seu território, de forma a derrotar ataques e ameaças nucleares, junto com a possibilidade de defender em caso de uma arma nuclear ser lançada. Entretanto a inabilidade de estabelecer uma força aérea com capacidade suficiente de realizar tais missões, a levou para o retorno de uma tradicional doutrina: A "Proteção de seu próprio território".

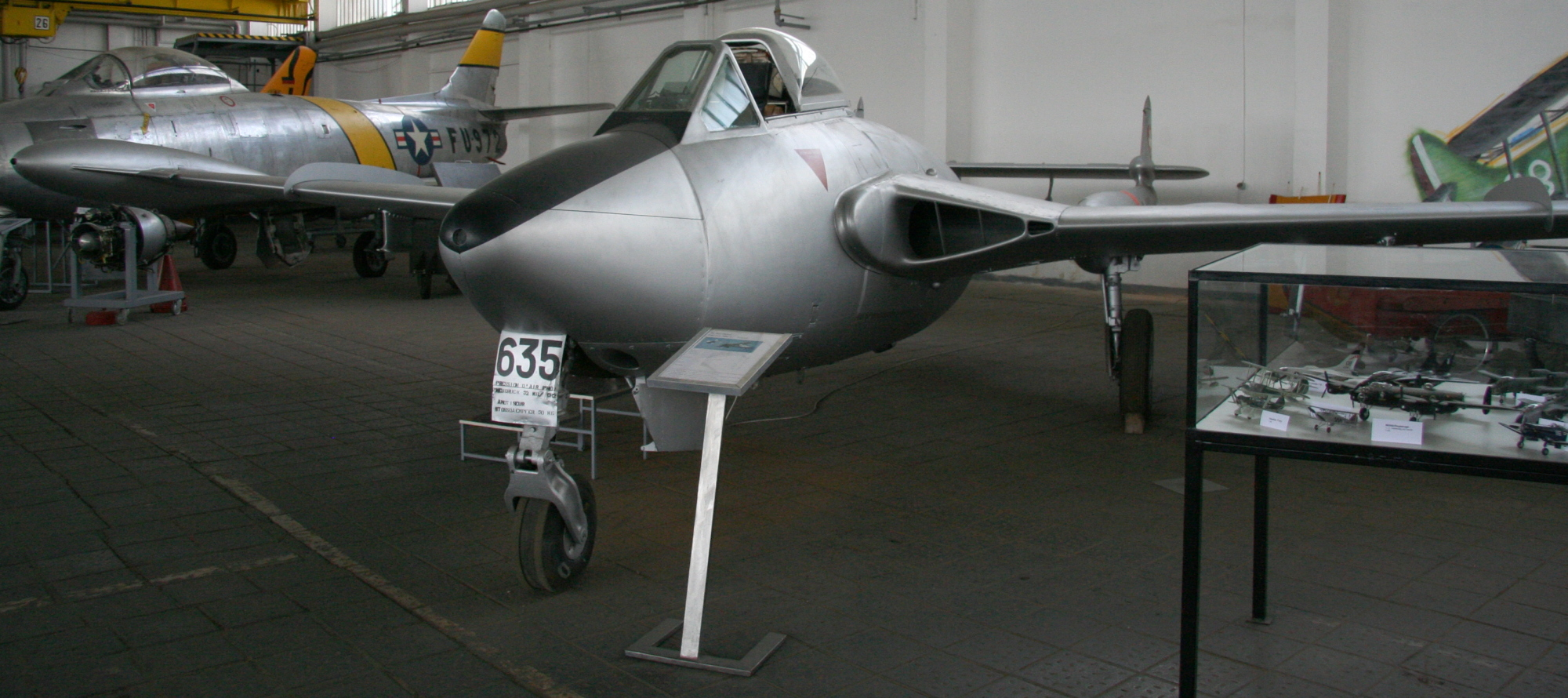
DH112 Venom Mk1R suíço

Armas Nucleares e muitas outras aeronaves com armas convencionais estavam paradas pela Europa, quando o Pacto de Varsóvia e a OTAN criaram uma espécia de 'balança do terror.' Estimulada por essa situação, a corrida para a melhor tecnologia nesta guerra aérea impactou a estratégia de armamentos da Suíça. Com a introdução do caça DH100 Vampire em 1946, a força aérea tomou seu primeiro passo na era dos jatos. Logo após o governo suíço decidiu a construir abrigos para as aeronaves dentro de rochas próximos às bases aéreas – as então chamadas cavernas –, o estabelecimento de uma corrente de controle e comando e um Centro de Operações subterrâneo.

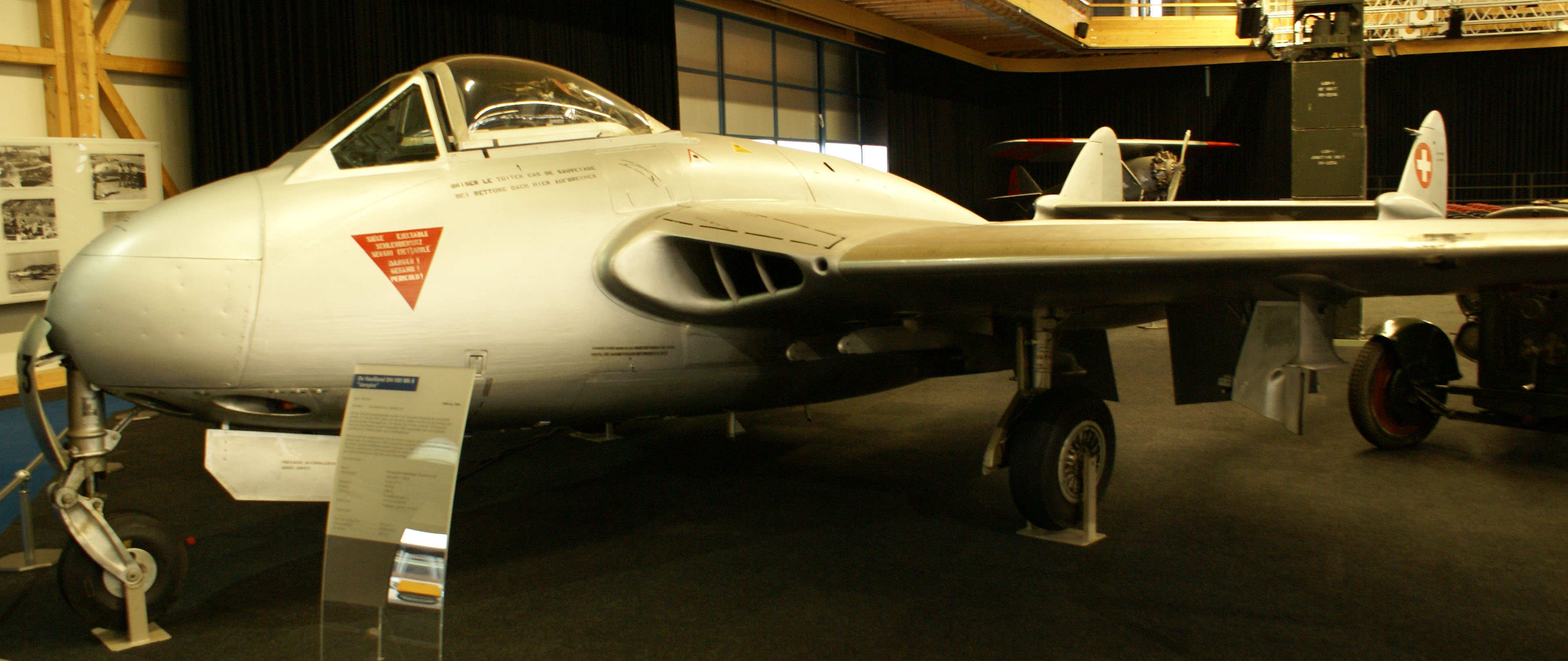
DH100 Vampire Mk6 suíço

Em 1954 a primeira Escola de Recrutas de Radar Aéreo foi ativada, os primeiros sistemas de radar foram instalados e o conceito de facilidades de comando e controle nos cumes das montanhas foram introduzidos; levando à aquisição do sistema de alerta FLORIDA em 1965, seguido pelo sistema atual, FLORAKO, em 2003.
A necessidade de substituir os ultrapassados Vampire e Venom no final da década de 1950 para uma aeronave combinada caça/bombardeiro levou à aquisição do Hawker Hunter. Esta aeronave (parcialmente ex-RAF e parcialmente construído novamente) manteve operações durante 36 anos na Força Aérea Suíça. A autonomia da vida operacional dos Hunter foram regularmente modificados e atualizados com novas armas e sistemas. Entre 1975 e 1991 9 esquadrões operacionais e um esquadrão de interceptação estavam equipados com o Hunter. Estes voaram um total de mais de 310.000 horas de voo. Com a chegada dos Northrop F-5 Tiger os Hunter foram finalmente aposentados de suas tarefas de interceptação e sujeito a missões de bombardeio ao solo. 

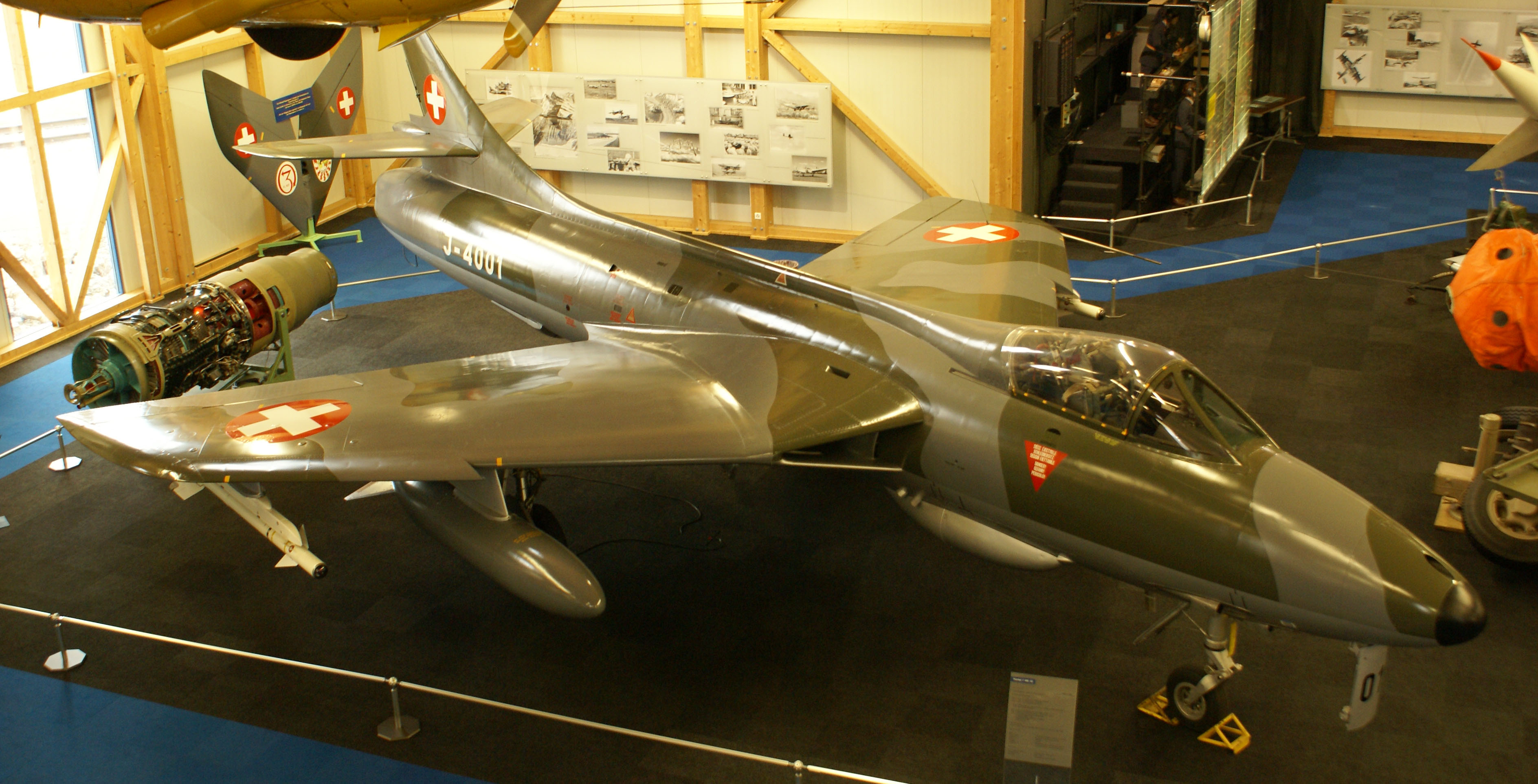
Hawker Hunter Mk58 suíço

Nos anos de 1960 projetos para melhorar a defesa antiaérea foram realizados com sistemas de defesa 63 'Superfledermaus', guiado por radar e de calibre médio, com um sistema integrado (Superbat) de sistema de controle de fogo e também o sistema de defesa aérea BL-64 ‘Bloodhound’(1964–1999).

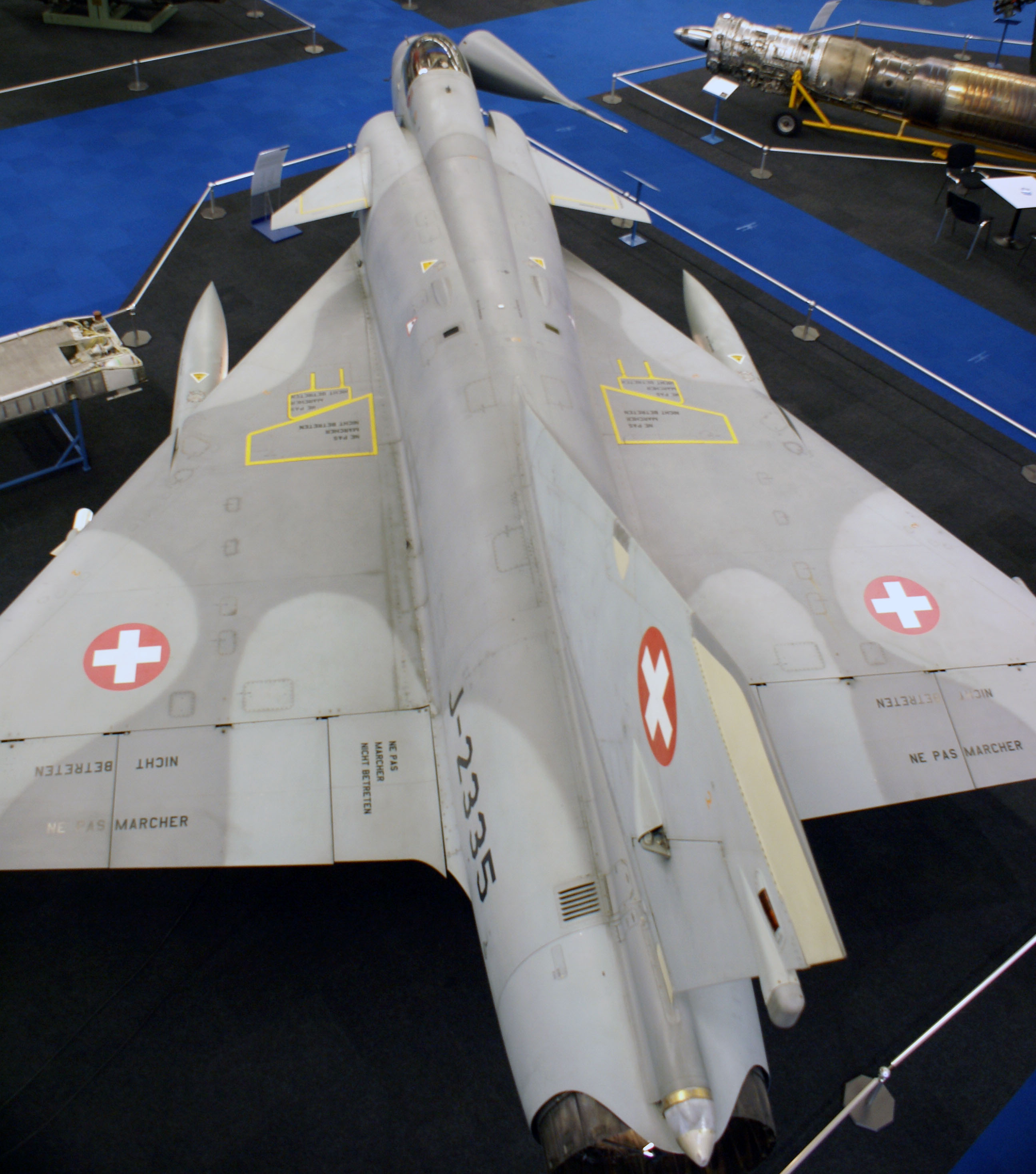
Mirage III

A Suíça não investiu no desenvolvimento de sua própria aeronave de combate. Em 1964 a compra de caças Dassault Mirage III (1964–2002) causou um escândalo devido a uma severa crise no orçamento. O Comandante da Força Aérea, o chefe da Equipe Geral e o Ministro da Defesa foram forçados a renunciar, seguido por uma completa reestruturação da força aérea e unidades de defesa aérea em 1 de Fevereiro de 1968. 
Em 1969 a Força Aérea, Logística da Força Aérea e Defesa Aérea foram foram realocados em brigadas. O Grupo de Forças Armadas Meteo e o Serviço de Resgate Avalanche veio sob o Comando da Força Aérea e Defesa Aérea e a Companhia de Reconhecimento de Pára-quedistas foi estabelecida.

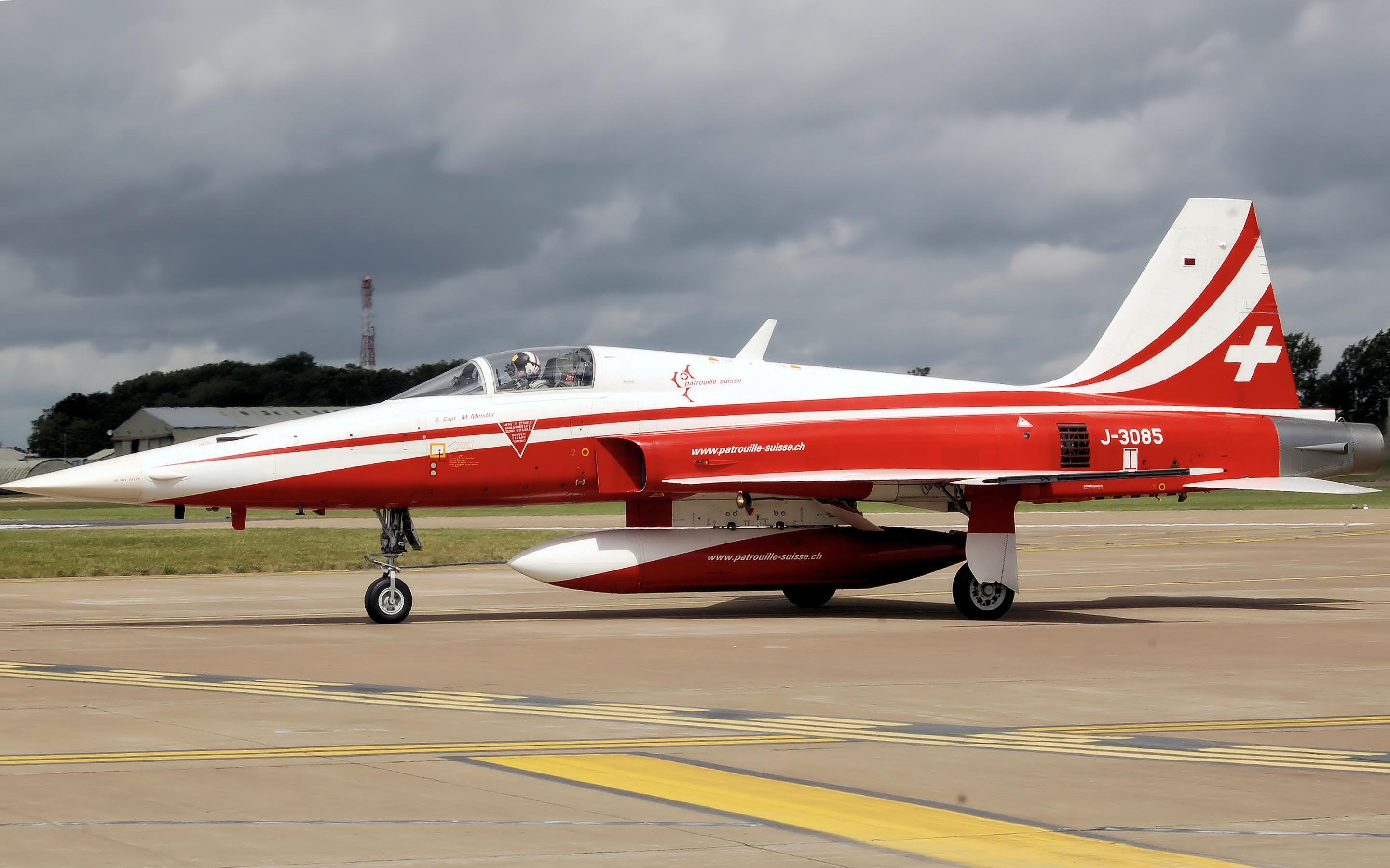
F-5 Tiger da Força Aérea Suíça

Na década de 1970, ocorreram os maiores movimentos históricos da força aérea, com mais de 22.000 participantes. Também uma um novo conceito de defesa aérea foi introduzido, no qual a necessidade de um “caça de superioridade aérea” – em caso das forças de solo recuarem - ficou como objetivo central. Em 1974 os dois primeiros Northrop F-5 foram testados e em 1978 o primeiro esquadrão de caça/interceptador utilizando o F-5 Tiger se tornou operacional. O F-5 ainda é operacional, mas é previsto para ser substituído em 2015. 

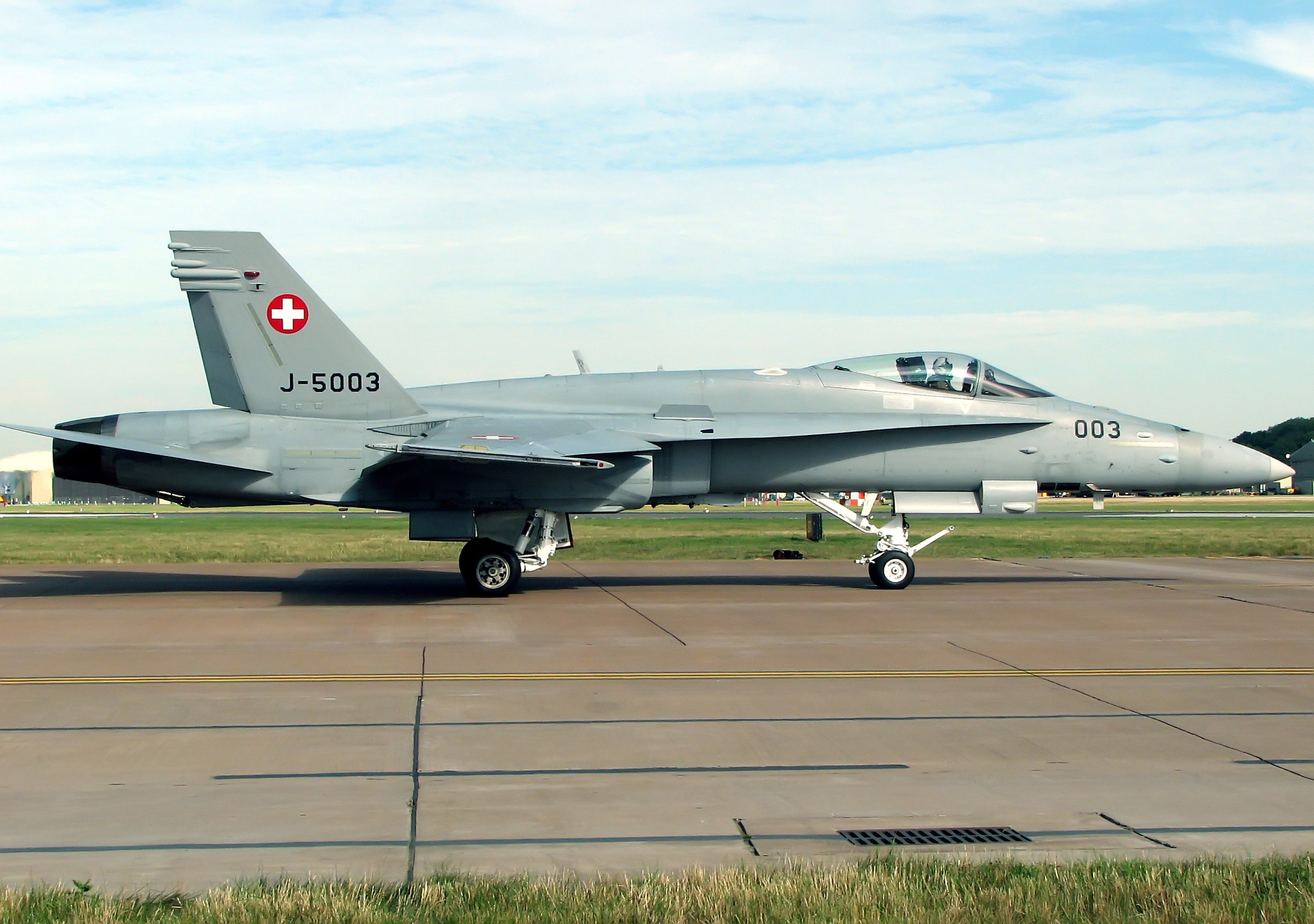
F/A-18C Hornet

No final da década de 1980 as mudanças políticas e militares no mundo trouxe a necessidade de uma aeronave multi-funcionalna Força Aérea Suíça. O principal fator para escolher o F/A-18 Hornet, após várias avaliações, foi a performance da aeronave. O Hornet não somente necessita de uma pequena pista para decolagem de sua posição de alerta, mas também sua performance aérea e características de voo, sua aceleração extremamente rápida para uma velocidade supersônica em segundos e sua manobrabilidade em voos curvilíneos o Hornet é atualmente a melhor aeronave adaptada para operar nas condições geográficas da Suíça e condições climáticas. A aeronave (desenvolvida para operar em porta-aviões) é Excelente para operações em pistas muito curtas em regiões montanhosas e vales estreitos. Sua alta performance de radar permite o F/A-18 detectar e simultaneamente engajar alvos múltiplos com mísseis guiados de longo alcance, em condições de “qualquer tempo”, e a aeronave também é bem preparada para condições de guerra eletrônica. 
Em 1996, o primeiro de um total de 33 Hornets deixou as linhas de montagem em Emmen e a entrega foi finalizada no final de 1999. O Esquadrão 17º Fliegerstaffel foi o primeiro a receber o Hornet em 1997, seguido em 1998 pelo 18º Fliegerstaffel. Por último mas não menos importante, a reciclagem foi concluída então, em Dübendorf, para o 11º Fliegerstaffel em 1999. Estes três esquadrões formam atualmente a Űberwachungsgeschwader (Asa de Vigilância Aérea) suíça.
Com um comprimento de 17 metros, o F/A-18 é mais comprido que o Mirage III. Sua envergadura de 12 excede o F-5 Tiger em 4 metros. Por este motivo, as então existentes “cavernas” nos cumes das montanhas tiveram que ser ampliadas. Este processo ainda está se realizando. O F/A-18 suíço pesa 17 toneladas, aproximadamente 2,5x a mais que o Tiger. Pode facilmente carregar 7 toneladas, algo em torno de 6x o que o antigo Hawker Hunter conseguia levar. Os motores dão uma potência de 16 toneladas, aproximadamente 3,5x a mais que a performance dos motores do F-5. Seus 5.000 litros de Jet A-1 permite missões com mais de uma hora de duração. O suficiente para eliminar incursões não desejadas no espaço aéreo suíço.

### Inventário histórico
| Número e Modelos de Aeronaves       | Operacional em | Substituído em | Notas                                                                                       |
| ----------------------------------- | -------------- | -------------- | ------------------------------------------------------------------------------------------- |
| 20x British Aerospace Hawk 66       | 1990           | 2002           | Aeronave para instrução com dois assentos                                                   |
| 4x Dassault Mirage IIIC             | 1966           | 1990           | Caça-teste                                                                                  |
| 57x Mirage IIIS                     | 1969           | 1997           | Caça-Interceptador                                                                          |
| 18x Mirage IIIRS                    | 1965           | 2003           | Reconhecimento                                                                              |
| 4x Mirage IIIDS                     | 1964           | 1983           | Aeronave para instrução com dois assentos                                                   |
| 160x Hawker Hunter                  | 1958           | 1994           | Mk58/58A - caça e ataque de solo // T Mk68 - Aeronave para instrução com dois assentos (8x) |
| 126x De Havilland DH112 Mk1 Venom   | 1953           | 1965           | Caça, maioria das aeronaves destruídas em 1964                                              |
| 24x De Havilland DH112 Mk1R Venom   | 1956           | 1970           | Reconhecimento                                                                              |
| 100x De Havilland DH112 Mk4 Venom   | 1957           | 1966           | Caça e ataque de solo, maioria das aeronaves destruídas em 1965                             |
| 4x De Havilland DH100 Mk1 Vampire   | 1946           | 1961           | Caça-teste, utilizado após como alvos de defesa antiaérea                                   |
| 75x De Havilland DH100 Mk6 Vampire  | 1949           | 1973           | Caça ex-RAF; maioria das aeronaves destruídas em 1968/69                                    |
| 100x De Havilland DH100 Mk6 Vampire | 1951           | 1988           | maioria das aeronaves destruídas em 1974                                                    |
| 39x De Havilland DH115 Mk55 Vampire | 1953           | 1990           | Aeronave para instrução com dois assentos                                                   |

## Missão

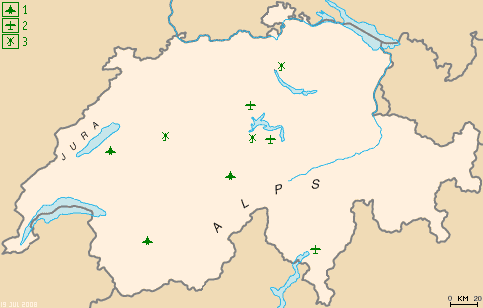
Mapa de aeródromos operados pela Força Aérea Suíça

Em 1995 a Suíça implementou um plano defensivo que trouxe o controle do espaço aéreo suíço para a sua principal e maior prioridade. A modernização da Força Aérea para alcançar esta missão foi sujeita a um referendo popular, desafiando seu custo e sua praticidade.
A missão da Força Aérea Suíça é a seguinte:
- Controle geral e proteção do espaço aéreo suíço;
- Garantir Soberania aérea por meios de policiamento aéreo;
- Garantir defesa aérea por todo o país;
- Capacidade de executar operações de transporte aéreo;
- Capturar e disseminar inteligências para liderança política/militar.

## Condições Atuais

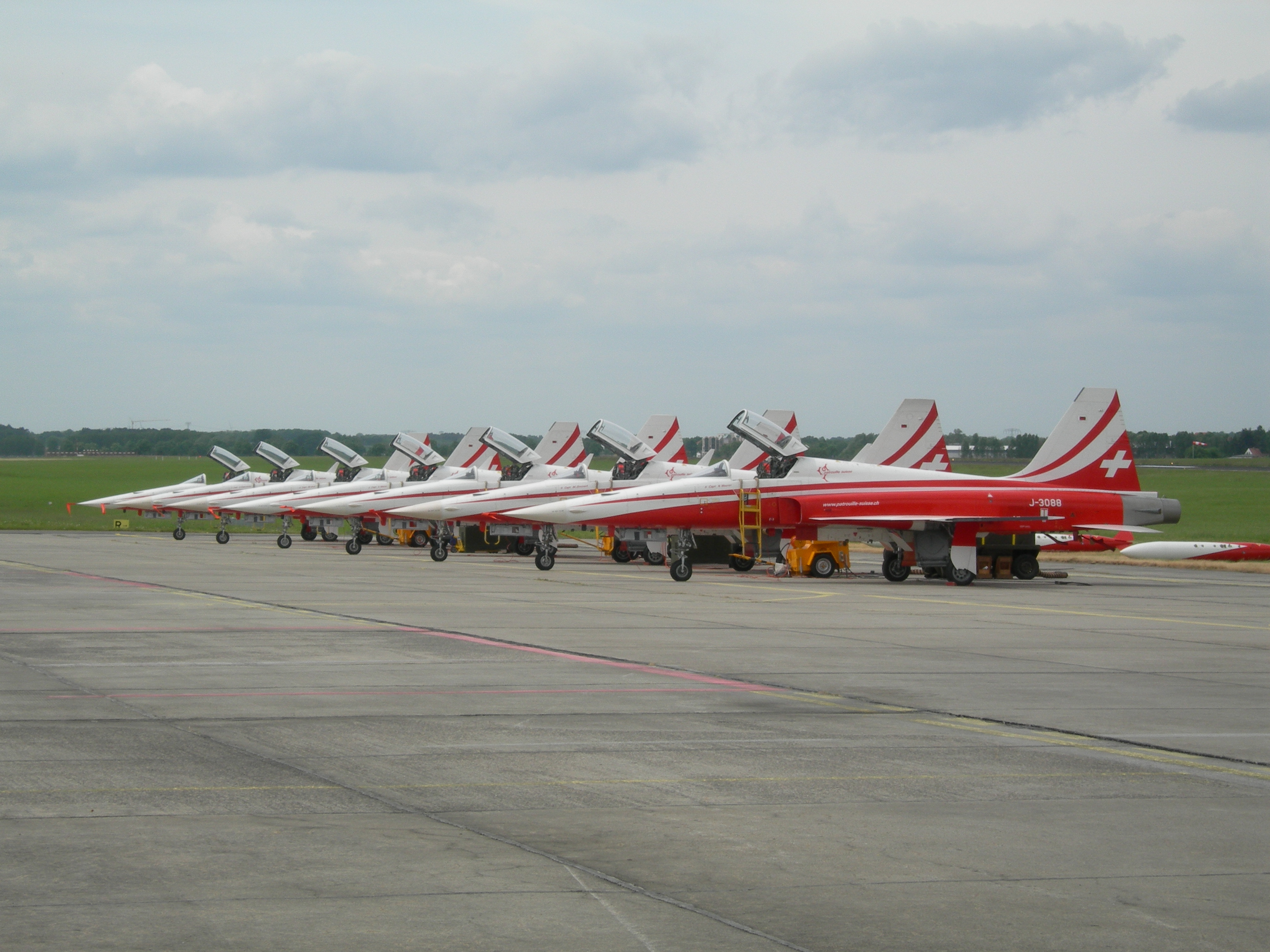
O Grupo de Acrobacia Patrouille Suisse utiliza os F-5E Tigers

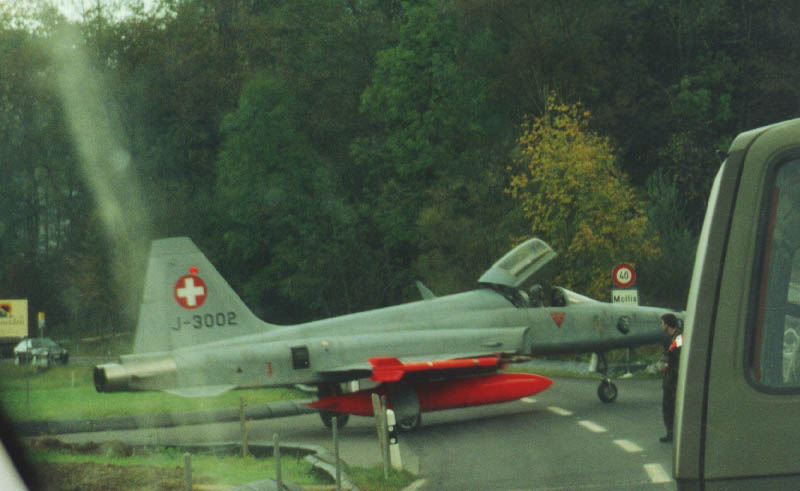
Treinamento de operações de uma rodovia preparada

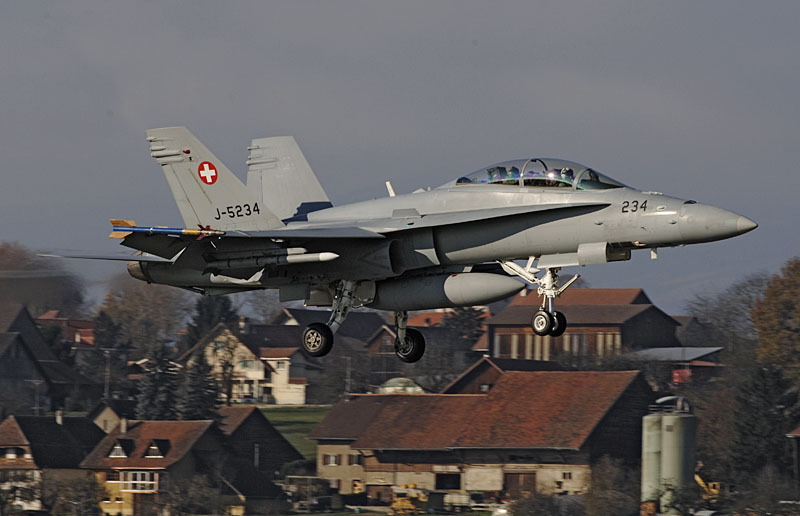
F/A-18 Hornet em Payerne

Durante alguns anos, a Força Aérea Suíça tradicionalmente fora um serviço baseado em milícias, incluindo seus pilotos, com um inventário de aproximadamente 450 aeronaves, as quais a vida operacional (mais que 30 anos) sobrepôs por muito tempo. Apesar da separação do exército em 1966, a força aérea vem diminuindo seu tamanho (atualmente aproximadamente 230 aeronaves de asa fixa e rotativa) e move paulatinamente para uma cadeia com poucos profissionais com menos reservas e pessoal de baixa graduação para tarefas gerais. Atualmente, a Força Aérea Suíça possui um total de 1.600 militares na ativa, com algo em torno de 20.000 reservistas.

## Leitura extra
- Force Report: Swiss Air Force, Revista Air Forces Monthly em associação com a Air Forces Intelligence - The Online Air Arms Database, Setembro de 2009. (em inglês)
- Lombardi, Fiona (2007). The Swiss Air Power: Wherefrom? Whereto?. [S.l.]: Zürich University. ISBN 978-3728130990 (em inglês)
- Roman Schürmann: Helvetische Jäger. Dramen und Skandale am Militärhimmel. Rotpunktverlag, Zürich 2009, ISBN 978-3-85869-406-5 (em alemão)